# Аренский, Михаил Васильевич
Михаи́л Васи́льевич Аре́нский (наст. фамилия Агапов; 27 мая (8) июня 1895 год — 15 мая 1980) — советский театральный актёр, народный артист РСФСР (1957).

## Биография
Михаил Васильевич Аренский (наст. фамилия Агапов) родился 27 мая (8) июня 1895 года. Учился в Московском Сокольническом городском 3-х классном училище, с 1906 года — в 4-й Московской казённой гимназии. В 1910 году семья переехала в Новороссийск. В 1915 году поступил на юридический факультет Московского университета, но в 1916 году был призван в действующую армию.
В 1922 году прошёл конкурс на актёра во Второй театр Украинской советской республики имени В. И. Ленина в Киеве (сейчас Национальный академический театр русской драмы имени Леси Украинки). В 1928—1935 годах работал в Новосибирском театре «Красный факел».
С 1936 года играл в Куйбышевского театра драмы имени М. Горького, сыграл более 200 ролей советской и классической драматургии. Был режиссёром спектакля «Чужая тень» К. Симонова (постановщик — М. Гершт), снимался в фильме Куйбышевской студии телевидения «Старик в потёртой шинели». В 1942—1948 годах руководил любительским театром клуба имени Дзержинского. Член КПСС с 1953 года.
Умер 15 мая 1980 года.

## Награды и премии
- Заслуженный артист РСФСР (24 декабря 1951).
- Народный артист РСФСР (23 ноября 1957).

## Работы в театре

### Актёр
- «Свадьба Кречинского» А. Сухово-Кобылина — Кречинский
- «Бесприданница» А. Островского — Кнуров
- «Дон Карлос» Ф. Шиллера — Король Филипп
- «Король Лир» У. Шекспира — Король Лир
- «Хозяйка гостиницы» К. Гольдони — Кавалер
- «Русский вопрос» К. Симонова — Макферсен
- «Персональное дело» А. Штейна — Черногубов
- «Порт-Артур» Степанова и Попова — Макаров
- «Дети солнца» М. Горького — Чепурной
- «Мещане» М. Горького — Тетерев
- «Последние» М. Горького — Иван Коломийцев
- «Ревизор» Н. Гоголя — городничий
- «Крылья» А. Корнейчука — Дремлюга
- «Третья патетическая» Н. Погодина — Гвоздилин

### Режиссёр
- «Чужая тень» К. Симонова (постановщик — М. Гершт)

## Фильмография
1. 1964 — Старик в потёртой шинели (короткометражный) — Пётр Степанович Гаврилов, отставной полковник царской армии